# Mariensäule (Denklingen)

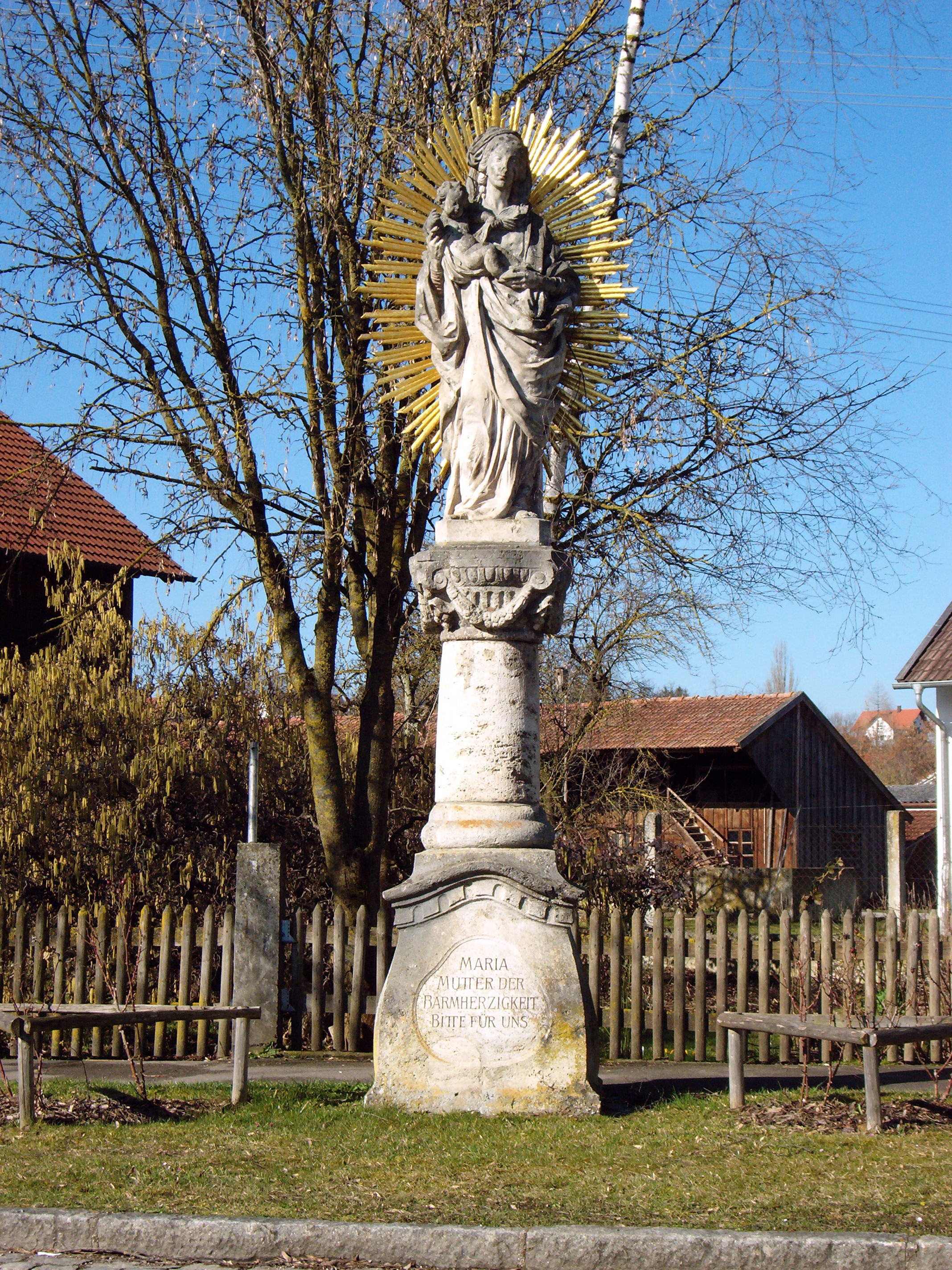
Mariensäule in Denklingen

Die Mariensäule in Denklingen, einer Gemeinde im oberbayerischen Landkreis Landsberg am Lech, wurde in der zweiten Hälfte des 18. Jahrhunderts errichtet. Die Mariensäule in der Nähe der Hauptstraße bei der Antoniuskapelle ist ein geschütztes Baudenkmal.
Die heutige Madonna im Strahlenkranz auf einem Postament mit gedrungener Säule aus Muschelkalk wurde 1917 geschaffen. 